# Internationale Deutsche Meisterschaft 2006
Der TUI-Cup 2006 – die Internationale Deutsche Meisterschaft – fand 2006 vom 17. April bis 1. Oktober statt. Insgesamt gehen die 31 wichtigsten deutschen Straßen- und Etappenradrennen inklusive der Deutschen Meisterschaften im Straßen- und Einzelzeitfahren in die Wertung ein.

## Elite Männer

### Rennen
| Datum             | Rennen                            | Sieger              | Team                    |
| ----------------- | --------------------------------- | ------------------- | ----------------------- |
| 17. April         | Rund um Köln                      | Christian Knees     | Team Milram             |
| 19.–23. April     | Niedersachsen-Rundfahrt           | Alessandro Petacchi | Team Milram             |
| 26.–30. April     | Rheinland-Pfalz-Rundfahrt         | René Haselbacher    | Gerolsteiner            |
| 1. Mai            | Rund um den Henninger-Turm        | Stefano Garzelli    | Liquigas-Bianchi        |
| 24.–28. Mai       | Bayern-Rundfahrt                  | Alberto Martinez    | Agritubel               |
| 3. Juni           | GP Schwarzwald                    | Jure Golčer         | Perutnina Ptuj          |
| 23. Juni          | Deutsche Meisterschaft Zeitfahren | Sebastian Lang      | Gerolsteiner            |
| 25. Juni          | Deutsche Meisterschaft Straße     | Dirk Müller         | Team Target-Exist-Spuik |
| 19.–23. Juli      | Sachsen-Tour                      | Wladimir Gussew     | Discovery Channel       |
| 30. Juli          | Vattenfall-Cyclassics             | Óscar Freire        | Rabobank                |
| 1.–9. August      | Deutschland Tour                  | Jens Voigt          | Team CSC                |
| 12. August        | Rund um die Hainleite             | Jens Voigt          | Team CSC                |
| 13. August        | Sparkassen Giro Bochum            | Jens Voigt          | Team CSC                |
| 16.–20. August    | Regio-Tour                        | Andreas Klöden      | T-Mobile Team           |
| 10. September     | Rund um die Nürnberger Altstadt   | Gerald Ciolek       | Team Wiesenhof-Akud     |
| 13.–17. September | Hessen-Rundfahrt                  | Sebastian Lang      | Gerolsteiner            |
| 3. Oktober        | Sparkassen Münsterland-Giro       | Paul Martens        | Skil-Shimano            |

### Gesamtwertung
1. Jens Voigt, 285 Punkte
2. Gerald Ciolek, 164 Punkte
3. Erik Zabel, 150 Punkte
4. Danilo Hondo, 123 Punkte
5. Sebastian Lang, 118 Punkte
6. Dirk Müller, 115 Punkte
7. Wladimir Gussew, 100 Punkte
8. Óscar Freire, 100 Punkte
9. Christian Knees, 91 Punkte
10. David Kopp, 85 Punkte

## Elite Frauen

### Rennen
| Datum         | Rennen                            | Sieger            | Team                           |
| ------------- | --------------------------------- | ----------------- | ------------------------------ |
| 23. Juni      | Deutsche Meisterschaft Zeitfahren | Charlotte Becker  | NRW Team Pro-West              |
| 24. Juni      | Deutsche Meisterschaft Straße     | Claudia Häusler   | Equipe Nürnberger Versicherung |
| 17.–23. Juli  | Thüringen-Rundfahrt               | Nicole Cooke      | Univega Pro Cycling Team       |
| 13. August    | Sparkassen Giro Bochum            | Oenone Wood       | Equipe Nürnberger Versicherung |
| 10. September | Rund um die Nürnberger Altstadt   | Regina Schleicher | Equipe Nürnberger Versicherung |

### Gesamtwertung
1. Nicole Cooke, 77 Punkte
2. Regina Schleicher, 75 Punkte
3. Ina-Yoko Teutenberg, 71 Punkte

## Männer U23

### Rennen
| Datum           | Rennen                            | Sieger             | Team                   |
| --------------- | --------------------------------- | ------------------ | ---------------------- |
| 16. April       | Rund um Düren                     | Elnathan Heizmann  | Regiostrom-Senges      |
| 9.–14. Mai      | Thüringen-Rundfahrt               | Tony Martin        | Thüringer Energie Team |
| 21. Mai         | Neuseen Classics                  | Danilo Hondo       | Lamonta                |
| 28. Mai         | Deutsche Meisterschaft Straße     | Dominik Roels      | Team Wiesenhof-Akud    |
| 2.–5. Juni      | Tour de Berlin                    | Alex Rasmussen     | Nationalteam Dänemark  |
| 15.–18. Juni    | Mainfranken-Tour                  | Sebastian Schwager | Thüringer Energie Team |
| 23. Juni        | Deutsche Meisterschaft Zeitfahren | Tony Martin        | Thüringer Energie Team |
| 27. August      | Rund um den Sachsenring           | Artur Gajek        | Team Wiesenhof-Akud    |
| 1.–3. September | Stuttgart–Straßburg               | gestrichen         | gestrichen             |

### Gesamtwertung
1. Tony Martin, 105 Punkte
2. Sebastian Schwager, 78 Punkte
3. Dominik Roels, 76 Punkte
4. Alexander Gottfried, 150 Punkte
5. Artur Gajek, 150 Punkte
6. Christian Leben, 150 Punkte
7. Alex Rasmussen, 150 Punkte
8. Sebastian Frey, 150 Punkte
9. Christoph Pfingsten, 150 Punkte
10. Mark Cavendish, 150 Punkte